# Anthrax trisinuatus
Anthrax trisinuatus är en tvåvingeart som beskrevs av Hesse 1956. Anthrax trisinuatus ingår i släktet Anthrax och familjen svävflugor. Inga underarter finns listade i Catalogue of Life.